# ジェロントロジー・リサーチ・グループ
ジェロントロジー・リサーチ・グループ（英語: Gerontology Research Group、略称: GRG）は、国際的な老年学研究者団体。1990年にメールグループの eGroups内において設立され、ロサンゼルスのカリフォルニア大学ロサンゼルス校 (UCLA) にて毎月会合が行われている。本来の目的は、若返りや老化を遅らせるといったことを実現するため老年学研究を推し進めることである。しかし、いわゆるスーパーセンテナリアン（supercentenarian、110歳以上の人物の意）の消息を確認する活動が最も注目されている。

## 概要
GRGはスーパーセンテナリアン研究財団の理事長・会計を務めるL・スティーヴン・コール、スティーヴン・M・ケイによって共同創立された。GRGの調査は出生記録と結婚証明書を用いて行われており、2008年版のギネス世界記録によれば、同書の「世界で最も長生きした人物」のカテゴリーにおいても利用されている。ニューヨーク・タイムズはスーパーセンテナリアンの確認を行う上で、GRGの結果は信頼性が高いと認められているとしている。
GRGは全ての哺乳類種の寿命の限界を調査するための組織として始まり、任意の時点で誰が最長寿であったのかを解明するために「長寿である」という主張の裏付けを調査する委員会を1998年-1999年頃にスタートさせた。委員会はおおよそ80人前後の、生存が確認されたスーパーセンテナリアン（その大半は女性である）の消息を追跡している。

## 行政見解との相違
日本の厚生労働省など行政機関が最長寿者を認定しても、家族や本人が名前の公表を希望しない場合は意志を尊重し非公表とする場合があるが、GRGでは実名を掲載するため、GRGにおいても生存が確認された人物については名前が判明する場合がある。2008年4月5日から2010年5月2日まで長寿日本一、2009年9月11日以降は長寿世界一でもあった沖縄県在住の知念カマは生前、氏名を非公表としていたが、GRGのリストには名前が掲載されていた。なお死去以前にも実名を報じていた報道機関は存在した。また2011年12月2日に日本最高齢者だった長谷川チヨノが死去した後、厚生労働省は神奈川県川崎市在住の女性が日本最高齢の女性になったと発表したが、しかし当時のGRGのリストには全世界分の存命人物を参照しても該当する人物はおらず、大阪府大阪市在住の大川ミサヲが確認された女性の日本最高齢としていた。2012年9月14日に大川より72日間だけ年長の日本人女性大久保琴がリストに加えられ、厚生労働省との見解は一致することとなった。

## 死亡日が確認できないケース
日本国内では、毎年9月に各都道府県の100歳以上の人口かつ都道府県内の最高齢者の年齢、生年月日、氏名を公表している。その年の最高齢者の氏名と前年の最高齢者の氏名が一致していないケースがあり、前年の最高齢者の死亡日を公表しないまま次年の最高齢者の氏名を公表している。
GRGでは、死亡日が確認できないケースやその後の状況がわからない（生存が1年以上確認できない）ケースのリストを“Limbo -- No recent confirmation alive”として掲載しており、その多くが日本人となっている。

## 関連組織
GRGの調査活動を補助する団体、あるいはGRGに関連、類似する組織としてラテンアメリカン・スーパーセンテナリアン（LAS）、ヨーロッパ・スーパーセンテナリアン機構（ESO）、ロンゲビ・クエスト（longeviquest)がある。

## Longeviquest
ベン・マイヤーズほか数人によって2022年に設立された長寿企業。人類最高齢者の年齢検証における権威である。世界の年齢検証の専門家と協力し、世界最高齢者（110歳以上のスーパーセンテナリアン）の正確な年齢に関するデータベースを運営・公開している。出生証明書、戸籍などによって検証を行い、2024年時点で世界全体で3000人の長寿者を認定、そのうち日本人は660名余りである。また日本など各地の長寿者（主に110歳以上）を訪問する活動も行っている。多くの研究者のコラボレーションで、現在の研究者は元GRGメンバーなどである。欧州スーパーセンテナリアン機構（ESO）は、検証活動などを補助するパートナー組織である。